# (39309) 2001 TE59
2001 تي إي 59 (ويعرف أيضًا باسم (39309) 2001 تي إي 59 وفق تسمية الكوكب الصغير) (بالإنجليزية: 2001 TE59)‏ هو كويكب ضمن حزام الكويكبات؛ وترتيبه 39309 من حيث الاكتشاف.
اكتُشف هذا الجُرم الفلكي بواسطة بحث لنكولن عن الكويكبات القريبة من الأرض في 13 أكتوبر 2001.

## وصلات خارجية
- (39309) 2001 TE59 في قاعدة بيانات مختبر الدفع النفاث لأجرام النظام الشمسي الصغيرة

- الاكتشاف · مخطط المدار ·  العناصر المدارية · المعلمات المادية

- (39309) 2001 TE59 على موقع ويكي سكاي: DSS2, SDSS, GALEX, IRAS, Hydrogen α, X-Ray, Astrophoto, Sky Map, Articles and images